# Muchea (Rumunia)
Muchea – wieś w Rumunii, w okręgu Braiła, w gminie Siliștea. W 2011 roku liczyła 370 mieszkańców.